# Hosackia incana
Hosackia incana är en ärtväxtart som beskrevs av John Torrey. Hosackia incana ingår i släktet Hosackia och familjen ärtväxter. Inga underarter finns listade i Catalogue of Life.